# Pterodroma baraui
El petrel de Barau o fardela de Barau (Pterodroma baraui) es una especie de ave procelariforme de la familia de los proceláridos (Procellariidae). Su principal sitio de reproducción es la isla de Reunión en el Océano Índico.
El nombre conmemora Armand Barau, ingeniero agrónomo y ornitólogo del territorio francés de la isla de Reunión. Es una de las especies de aves marinas más recientemente descubiertas y sólo se describió en 1964.
Mide alrededor de 40 cm de largo, tiene partes inferiores y la frente blancas. Su pico es negro y sus partes superiores son de color oscuro.

## Situación y conservación
Está considerada como una especie en peligro de extinción. Cuenta con un área de reproducción muy restringida y ha sufrido la presión de la caza en el pasado. Actualmente está amenazada por las especies introducidas y la contaminación lumínica. Las aves jóvenes, en particular, son desorientadas por las luces artificiales, tales como farolas o los proyectores de instalaciones deportivas, que los confunden con la bioluminiscencia del calamar, y los llevan a alejarse del mar. Se estima que hasta un 40% de las crías en cada temporada se confunden de esta manera. Organizaciones de conservación trabajan con la población local para atrapar a las aves desorientadas y llevarlas de nuevo al mar, un programa que está pensado para rescatar a la mayoría de los polluelos perdidos. También se están tomado medidas para reducir la contaminación lumínica al proteger las fuentes de luz para que no atraigan a las aves jóvenes, un método que se ha utilizado para ayudar a la pardela de Newell (Puffinus newelli) en Hawái.